# 秦殇
《秦殤》或《復秦記》是以秦朝末期为背景的動作角色扮演遊戲，由目標軟件製作，第三波資訊於2002年8月9日發行。
2021年10月27日，发行商Strategy First在Steam平台重新推出本作，后期以补丁方式提供中文支持；之后于12月29日，上架针对中国大陆地区的中文版，发行商显示为北京目标在线科技公司。

## 遊戲模式
- 游戏采用写实手法，对装备，角色，生物命名一般使用已知的名词。游戏中亦有少数生物名称取自《山海经》
- 遊戲以表現古代秦國風貌為賣點之一。在遊戲中，開發者制作了秦始皇陵地宮、阿房宮以及許多秦郡縣的場景。需要明確的是，關于秦陵地宮的制作，開發者并沒有參照常規陵墓布局，而采用遊戲迷宮式設計。但又將各種機關表現出來。
- 游戏采用实时战斗系统，分城镇地图和野外战场地图两种，在主角从一个城镇进入另一个时，会随机进入一个通往该城镇的战场地图。战场地图根据地形分为多种，如山谷，平原，古战场，丘陵等。战场地图亦有少数剧情。此外在城镇地图的外围区域也有少数敌人，多为强盗，敌方士兵等。
- 游戏有5种职业，分别为：游侠，力士，刺客，术士，巫师。各有不同侧重能力。
- 遊戲使用組隊制，玩家所控制的隊伍最多可以有五個人，且只有一個激活，受玩家自己控制，其余四名角色由電腦人工智能管理。
- 游戏强调「五行」，在战斗中表现尤为明显。在游戏中，五行按照金生水、水生木、木生火、火生土、土生金的规则相生，水克火、火克金、金克木、木克土、土克水的规则相克。对于游戏中的武器和盔甲等隐藏能力可以按照相生来触发。
- 游戏可以中途暂停，但玩家仍然可以使用辅助性道具，调整攻击技能等。
- 游戏亦有打造系统，即使用矿石，木材，骨骼，皮毛，兽筋为原材料，打造装备。游戏设计者为了简化程序，并没有让玩家进行采矿伐木，而是用鼠标点击地面上的石头和树木来获取。此系统融合了五行相生相克设定。此外，部分任务道具也必须通过打造来获得。
- 游戏任务比较丰富，平均每个场景出主要任务外还有3—4个支线任务。游戏的自由度也比较高，没有强调必须按时间顺序完成支线任务。在角色对话也常有多于一个的选项，有些对话选项不同，玩家获得的奖励和下续任务就不同这样的对话一般只进行一次。
- 该游戏除提供单机版外还支持联网战斗模式。
- 该游戏含有国产游戏中少有的全程对话配音。
- 该游戏的界面及操作亦有模仿暴雪公司《暗黑破坏神2》的痕跡。
- 除暴雪公司的《暗黑破坏神2》，游戏操作方式上同时也借鉴了加拿大游戏公司BioWare开发的游戏《博得之门》系列。[2]

## 故事
故事从皇帝秦始皇於沙丘行宮暴斃始，胡亥聯合趙高，頒假诏赐死当时正在戍边的主角扶苏和将军蒙恬，自己登基成为秦二世。扶苏逃出上郡，怀疑事件的真相，打算赶回咸阳亲自询问父皇，中途得知父皇已死的消息，扶苏愈加认为事有蹊跷，决定下皇陵一探究竟。主角找到了南方一名精通机关的前辈，而前辈派自己的小女跟随扶苏，之后，扶苏又从一名参加过陵墓修造的工匠口里得知了秦陵的秘密入口。一行人来到皇陵地宫，从秦始皇尸首边发现一枚胡亥的玉佩，扶苏认为父皇是被弟弟胡亥谋害致死。回到咸阳，得知农民起义军已攻入咸阳附近的戏水村，扶苏的好友桓峰建议扶苏利用起义军的力量复仇，在和几股义军力量周旋之后，主角发现这些农民军并非自己可以依靠的力量，随后不久，义军被章邯的部队所消灭，而项羽也随后在巨鹿击破秦军主力。扶苏开始意识到自己先前接触的刘邦是个人物，也决心为刘邦而效力，随着起义军队伍的日渐强盛，扶苏主动请缨，自身潜入阿房宫密室，扶苏知道了“沙丘事件”的全部真相，弟弟胡亥也被赵高杀死在密室裡，最后扶苏和同伴们进入赵高府的地下室，并将其斩杀。

## 开发
开发商参照屈原的《国殇》，将游戏命名为“秦殇”，在命名之前，亦有过是否选择“殇”这个生僻字的争议。英文版游戏题为“Prince of Qin”。

## 媒體評價
《秦殤》登錄外國市場後，被評價為「Diablo in history」、「Diablo clone」，或者「中國版暗黑破壞神」。因此，在國內，玩家普遍認為《秦殤》的出現，表示中國亦有不輸給外國的開發團隊。
但是開發者過于追求還原歷史真實，以致畫面過于昏暗，音樂也很沉重。